# Пхаудоу

33 буквы бирманского письма

Пхаудоу — пха, 22-я буква мьянманского алфавита, обозначает глухой придыхательный губно-губной взрывной согласный. В сингальском пали соответствует букве махапрана паянна, в тайском пали соответствует букве пхопхынг (пчела). Бирманские имена на букву пхаудоу даются детям, родившимся в четверг.

## В грамматике
- Поу — показатель мужского рода.
- Эпхоу — езучепьявибэ, целевой послелог «для».

## Бжитвэ
- Пхаудоуяпин
- Пхаудоуяйи
- Пхаудоувасвэ